# Ely, Minnesota
Ely là một thành phố thuộc quận St. Louis, tiểu bang Minnesota, Hoa Kỳ. Năm 2010, dân số của thành phố này là 3460 người.

## Dân số
- Dân số năm 2000: 3724 người.
- Dân số năm 2010: 3460 người.